# Balatonhenye
Balatonhenye is een plaats (község) en gemeente in het Hongaarse comitaat Veszprém. Balatonhenye telt 152 inwoners (2001).